# Adrian Mariappa
Adrian Joseph Mariappa (né le 3 octobre 1986 à Harrow, dans la banlieue de Londres), est un footballeur international jamaïcain, qui joue au poste de défenseur central à Wealdstone, pensionnaire de National League (D5 anglaise).

## Biographie
Après avoir été formé à Watford, Adrian Mariappa signe un contrat professionnel durant l'été 2005 et fait ses débuts lors d'un match de Coupe de la Ligue contre Notts County le 23 août 2005.
Lors de la saison suivante, alors que l'équipe évolue au plus haut niveau de la hiérarchie anglaise, la Premier League, il joue 25 matchs, dont 19 de championnat et devient un élément indiscutable de l'équipe dès la saison suivante où Watford redescend en Championship. Le 14 mai 2009, il signe une extension de deux ans à son contrat. En raison de ses racines fidjiennes, il fait partie d'un groupe élargi sélectionné par Fidji pour les Jeux du Pacifique 2011 mais ne donne finalement pas suite.
En avril 2012, les fans de Watford élisent Mariappa « Watford Football Club Player of the Season » (joueur de la saison). Le mois suivant, il joue son premier match international pour la Jamaïque, pour une victoire de 1-0 contre le Guyana.
Le 2 septembre 2013, il rejoint Crystal Palace.
Le 11 novembre 2020, il s'engage jusqu'en janvier 2021 en faveur de Bristol City, qui évolue en Championship.

## Statistiques
| Saison      | Club    | Pays         | Championnat       | Coupes nationales |
| ----------- | ------- | ------------ | ----------------- | ----------------- |
| 2005 - 2006 | Watford | Championship | 3 matchs          | 2 matchs          |
| 2006 - 2007 | Watford | Premiership  | 19 matchs         | 6 matchs          |
| 2007 - 2008 | Watford | Championship | 26 matchs         | 4 matchs          |
| 2008 - 2009 | Watford | Championship | 39 matchs / 1 but | 8 matchs          |
| 2009 - 2010 | Watford | Championship | 46 matchs / 1 but | 3 matchs          |
| 2010 - 2011 | Watford | Championship | 45 matchs / 1 but | 4 matchs          |
| 2011 - 2012 | Watford | Championship | 39 matchs / 1 but | 3 matchs          |
| 2012 - 2013 | Reading | Premiership  | 29 matchs / 1 but | 3 matchs          |

Dernière mise à jour le 30 juin 2013

## Palmarès

### En club
- Crystal Palace
  - Finaliste de la Coupe d'Angleterre en 2016